# Approach plate

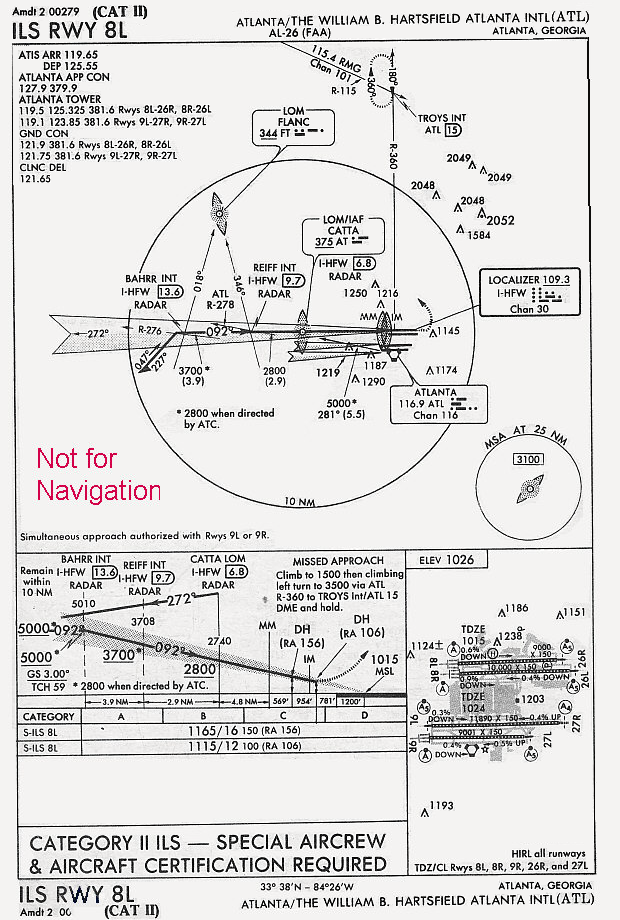
Voorbeeld Approach plate ILS runway 08 L(eft) Atlanta-Georgia

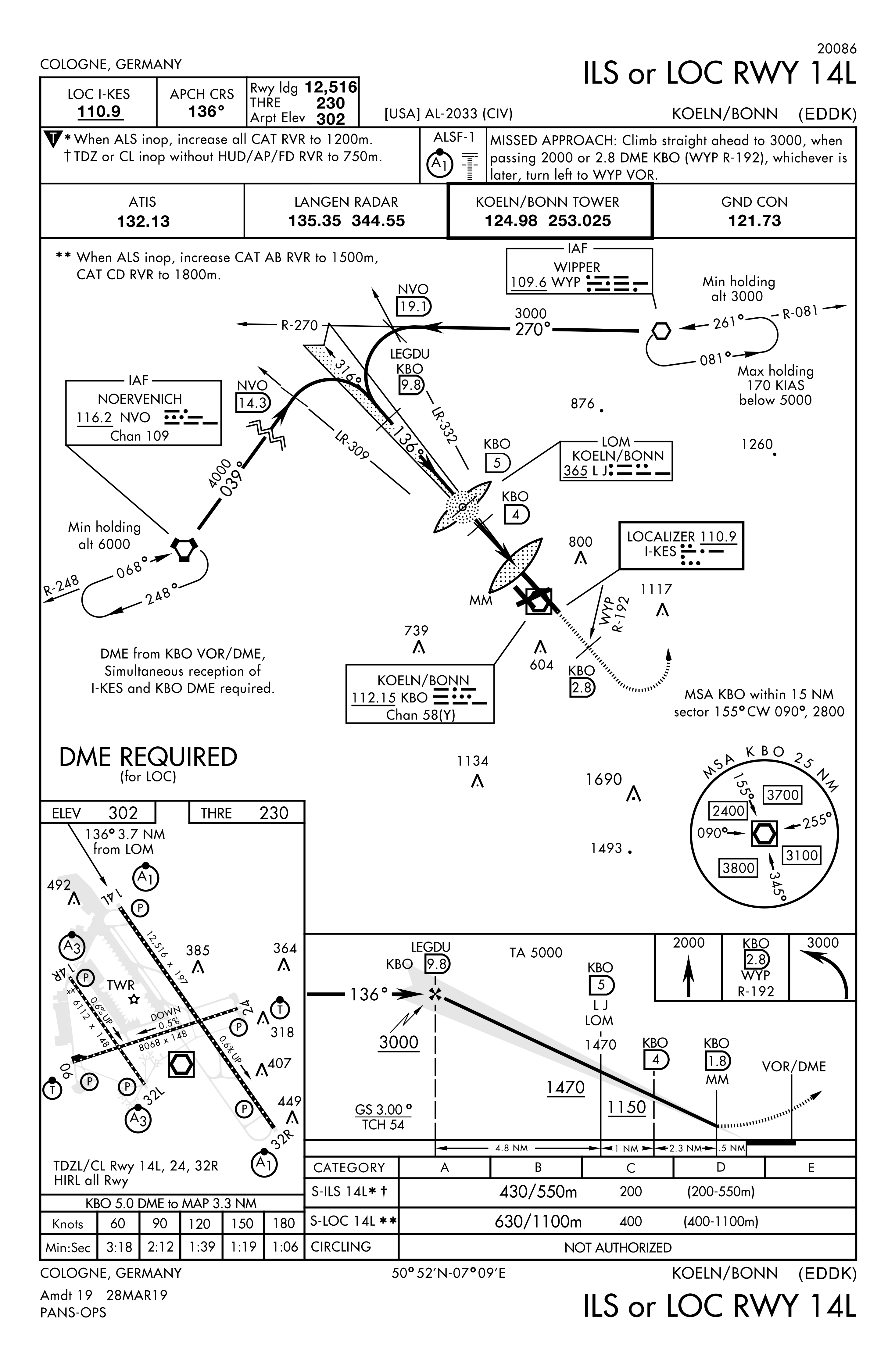
Een approach plate voor de ILS of Localizer (LOC) approach voor landingsbaan 14L op Flughafen Köln-Bonn, Duitsland

Een approach plate is een hulpmiddel voor een piloot. Het wordt bijvoorbeeld gebruikt om een ILS/DME, NDB of VOR approach te vliegen. Er worden een reeks van gegevens weergegeven op een approach plate. De papieren approach plate wordt tegenwoordig (2022) steeds vaker vervangen door een digitale versie (weergegeven op bijvoorbeeld een tablet).
De approachplate -zoals hiernaast is afgebeeld- is verdeeld in 3 delen. Het bovenste gedeelte is de zogenaamde "plan view" (bovenaanzicht), daaronder links staat het "vertical profile" (zijaanzicht) en rechts beneden is een overzicht (Eng: layout) van de luchthaven te zien.

## verklarende tekst bij afbeelding
De (rechts) weergegeven approach plate is een ILS nadering voor landingsbaan 08 L (links) voor de luchthaven van Atlanta.
Er worden een reeks van gegevens benodigd voor het vliegen van deze approach vermeld. Een opsomming van de belangrijkste gegevens: de te vliegen koers (092°) naar de luchthaven. De aanvlieghoogte 5000 voet, de afstand tot de baan wanneer de daling begint: 13,6 zeemijlen (NM). Ook staan hier gegevens op over het vliegveld, zoals de elevatie van het vliegveld (1026 voet), de te gebruiken ILS frequentie (109.3 MHz) en de te gebruiken beslissingshoogte (Eng: Decision Altitude)(1165 voet).